# Borovinići
Borovinići es un despoblado de la municipalidad de Foča (anteriormente, Foča-Ustikolina), en Bosnia y Herzegovina.

## Demografía
Hasta 1991 la población era de 56 habitantes.